# Cuillère à pot
 (juin 2023).
Améliorez-le ou discutez des points à vérifier. 

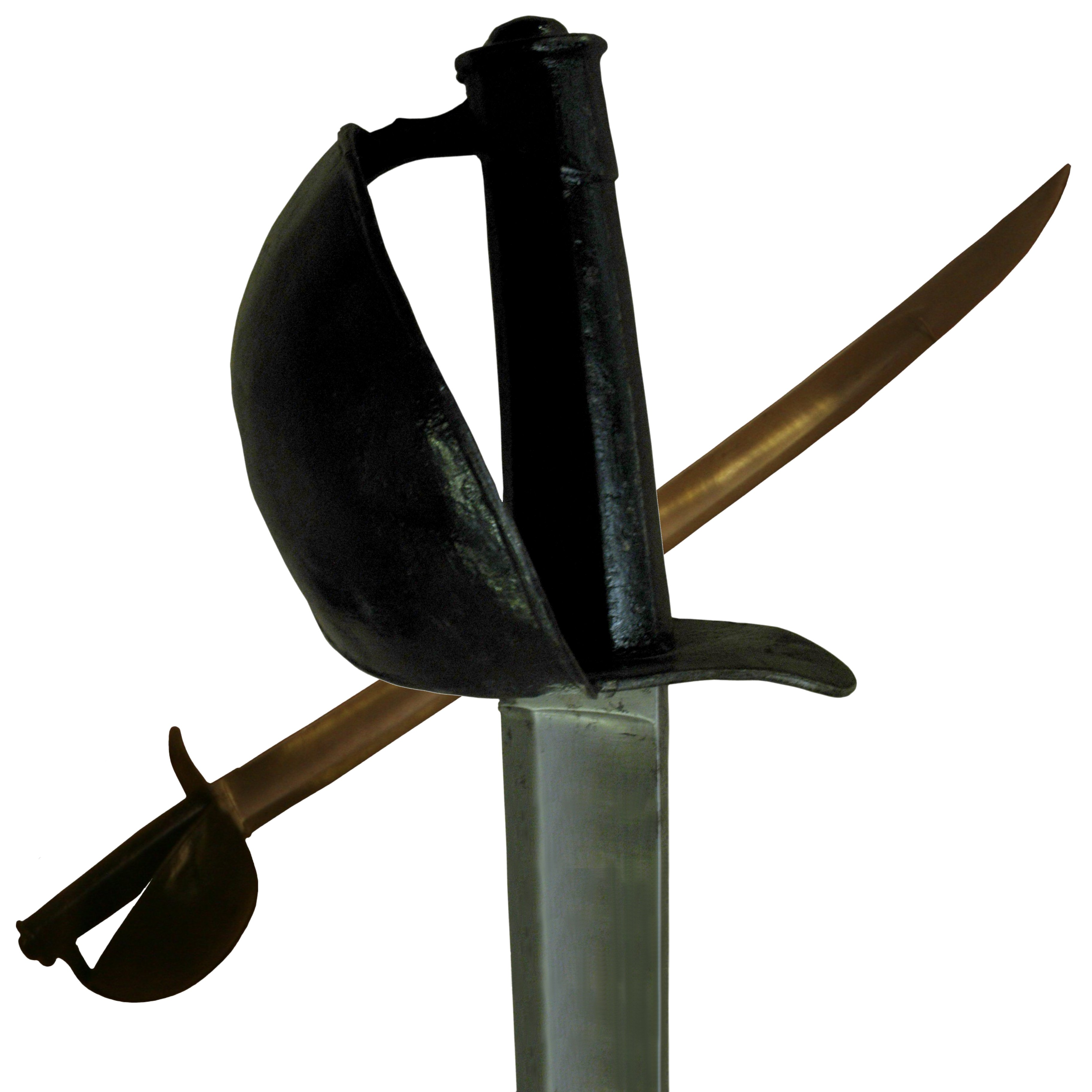
Sabre « cuillère à pot ».

On surnomme cuillère à pot un sabre d'abordage utilisé par la marine militaire française sous le Premier Empire (le « sabre de bord modèle 1811 », et jusqu'au modèle 1833), muni d'une coquille en forme de cuillère destinée à protéger la main.